# Laguna di Porto Pozzo
La laguna di Porto Pozzo è una zona umida appartenente al demanio della Regione Sardegna, situata presso l'omonima località nel comune di Santa Teresa Gallura.

Su concessione viene esercitata l'attività di pesca professionale a diverse specie ittiche tra cui spigole, orate, mormore, saraghi, sogliole e mugilidi.